# Mwezi IV. Gisabo
Mwami Mwezi IV. Gisabo Bikata-Bijoga (* 1840; † 21. August 1908) war König des Königreiches Burundi von 1850 bis 1908. Er war Sohn und der Nachfolger von Ntare IV. Rugamba.
Während seiner Regentschaft wurde Burundi vom Kaiserreich Deutschland kolonisiert. Eine Vereinbarung im Jahr 1890 erlaubte Mwezi, als König zu bleiben, aber er sollte die deutsche Herrschaft anerkennen. Mwezi musste einen Aufstand von zwei Führern, die Maconco und Birori genannt wurden und von den Deutschen im Jahr 1903 anerkannt wurden, überstehen. Diese Anerkennung wurde im Jahr 1905 wieder zurückgenommen und die Aufstände wurden im Jahr 1906 beendet.
Sein Nachfolger wurde Mutaga IV. Mbikije.